# Орехчеви
Орехчевите (Troglodytidae) са семейство птици от разред Врабчоподобни (Passeriformes).

## Разпространение
Видовете от това семейство са разпространени главно в Америка с един вид в Европа и един в Океания. Съгласно действащото законодателство в България, орехчето е сред защитените на територията на цялата страна диви животински видове.

## Описание
Размерите им варират от 10 сантиметра дължина и 9 грама маса при Uropsila leucogastra до 22 сантиметра дължина и 50 грама маса при Campylorhynchus chiapensis.

## Хранене
Повечето орехчеви се хранят с насекоми и други дребни членестоноги, но някои видове ядат и растителна храна.

## Родове
Семейство Орехчеви включва 19 рода с 88 вида:
- Campylorhynchus
- Cantorchilus
- Catherpes
- Cinnycerthia
- Cistothorus
- Cyphorhinus
- Ferminia
- Henicorhina
- Hylorchilus
- Microcerculus
- Odontorchilus
- Pheugopedius
- Salpinctes
- Troglodytes – Орехчета
- Thryomanes
- Thryophilus
- Thryorchilus
- Thryothorus
- Uropsila